# 河東優
河東 優（かとう ゆう、12月2日 - ）は、日本のフリーアナウンサー。株式会社Baseball Plannning所属。兵庫県赤穂市出身。

## プロフィール
- 血液型：O型
- 学歴
  - 兵庫県立赤穂高等学校 卒業
  - 法政大学 文学部 地理学科 都市地理学専攻 卒業

## 活動実績

### 野球

#### プロ野球
- くふうハヤテベンチャーズ静岡　スタジアムDJ
- 東京ヤクルトスワローズ　スタジアムDJ

#### 女子プロ野球
- 京都フローラ　専属スタジアムDJ
- 京都フローラ×京都高島屋　イベント「夢の対決夢袋」　スタジアムDJ
- オールスターゲーム球女の祭典2017　場内アナウンサー・ヒロインインタビュアー
- ジャパンカップ出場決定戦　スタジアムDJ
- 日本シリーズ優勝決定戦　スタジアムDJ
- ティアラカップ2018新潟　スタジアムDJ
- LIVE TV　実況アナウンサー

#### 独立リーグ
- BCリーグ　滋賀ユナイテッドBC　スタジアムDJ
- BCリーグ　栃木ゴールデンブレーブス　スタジアムDJ
- Baseball First League　06BULLS　スーパースポーツゼビオトークショー　MC
- Baseball First League　06BULLS　スタジアムDJ

社会人野球
- 侍ジャパン社会人代表　スタジアムDJ
- 都市対抗野球予選大会　実況アナウンサー

#### 大学野球
- 東都大学野球リーグ　ライブ配信　実況アナウンサー

#### 高校野球
- 京都府高校野球連盟（わかさスタジアム京都）公式記録員

#### 少年野球
- 第17回大東市長旗争奪リトルリーグ野球大会　場内アナウンサー
- 堺市長杯争奪フューチャーズリーグ　場内アナウンス

サッカー
- 日本フットボールリーグ「ブリオベッカ浦安」　スタジアムMC
- 西宮JC全国サッカー大会　総合MC

バスケットボール
- Bリーグ「西宮ストークス ホームゲーム」　ビジョン統括・フリースローナレーション

バレーボール
- Vリーグ「警視庁フォートファイターズ」　アリーナMC
- Vリーグ公式動画サイト「V.LEAGUE TV」　実況アナウンサー
- J-SPORTS　大同生命SVリーグ2024-25　実況アナウンサー

### その他
- NPO法人全日本グローブ空手道選手権主催「決戦VIII」　リングアナウンサー
- NPO法人 全日本グローブ空手道連盟主催「決勝XVI」　リングアナウンサー
- アマチュアファイトクラブ　ザ・ゴールデンエイジ2017　リングアナウンサー
- 茨城国体アームレスリング競技　リングアナウンサー
- 全日本アームレスリング選手権　リングアナウンサー
- アマチュアファイトクラブ　ザ・ゴールデンエイジ2017　リングアナウンサー
- JKJO全日本ジュニア＆全日本学生フルコンタクト空手道選手権大会　MC
- FM世田谷「キャンパスレディオカンパニー」　パーソナリティー
- JR甲子園口商店街「ほんわかRADIO with Baseball Planning」　専属ナビゲーター
- トヨタアムラックス東京　ブースDJ
- 宮城県不動産鑑定協会　商品紹介
- 東京ビッグサイト　スマートフォン＆モバイルエキスポ　商品紹介
- プライドジャパン香川大会　運営スタッフ

### 講師
- 大阪よみうり文化センター　話し方講座　講師

### メディア出演
- 廣済堂あかつき出版　「ホームラン」　兵庫県の注目投手内にて紹介
- 2017年7月20日　NHK番組「あさイチ」毎週木曜日レギュラーコーナー　JAPA-NAVI　出演
- 2017年8月12日　MBS毎日放送「せやねん!」出演